# Гемминген
Гемминген (нем. Gemmingen) — община в Германии, в земле Баден-Вюртемберг. 
Подчиняется административному округу Штутгарт. Входит в состав района Хайльбронн.  Население составляет 4913 человек (на 31 декабря 2010 года). Занимает площадь 19,08 км².
Коммуна подразделяется на 2 сельских округа.

## Фотографии
- Ратуша
- Замок
- Замок
- Ратуша
- Церковь
- Ратуша
- Церковь